# Archie Bell and the Drells
Archie Bell and the Drells sont un groupe vocal masculin noir de soul américain des années 1960 et 1970.

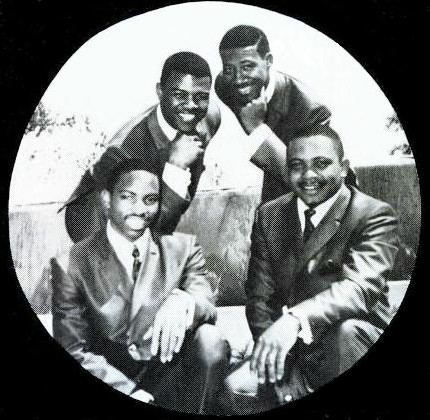
Archie Bell and the Drells en 1968.

Le groupe est surtout connu pour sa chanson Tighten Up sortie en single en décembre 1967. Aux États-Unis, elle a atteint la 1re place au classement rhythm and blues de Billboard et la 1re place au classement pop (le Hot 100) du même magazine.

## Histoire
Le groupe a été formé par Archie Bell (né à Henderson dans l’État du Texas, mais ayant grandi à Houston), alors encore adolescent, à Houston dans les années 1960.